# Dekanat Czyżew
Dekanat Czyżew – jeden z 24 dekanatów w rzymskokatolickiej diecezji łomżyńskiej.

## Parafie
W skład dekanatu wchodzi 7 parafii:
- parafia Wniebowzięcia Najświętszej Maryi Panny w Andrzejewie
- parafia Wszystkich Świętych w Bogutach-Piankach
- parafia św. Apostołów Piotra i Pawła w Czyżewie
- parafia św. Jana Apostoła w Nurze
- parafia św. Doroty w Rosochatym Kościelnym
- parafia NMP Królowej Polski w Szulborzu Wielkim
- parafia Przemienienia Pańskiego w Zuzeli.

## Sąsiednie dekanaty
Brańsk (diec. drohiczyńska), Ciechanowiec (diec. drohiczyńska), Ostrów Mazowiecka – Wniebowzięcia NMP, Sterdyń (diec. drohiczyńska), Szepietowo, Wysokie Mazowieckie, Zambrów